# William Murphy jr.

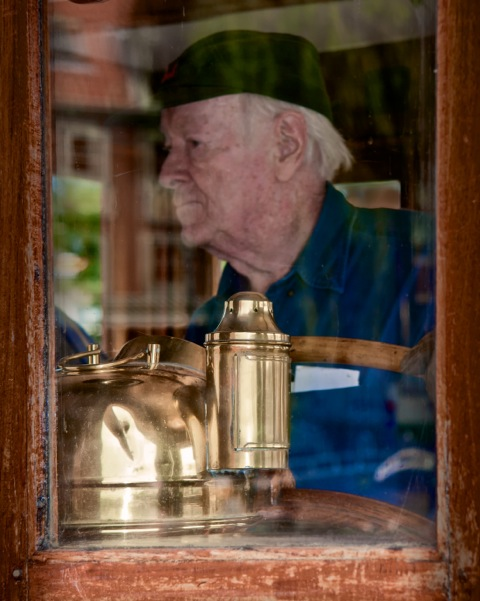
William Murphy jr.

William Parry Murphy jr. (Boston (Massachusetts), 11 november 1923 – Coral Gables (Florida), 30 november 2023) was een Amerikaans medicus en uitvinder. Hij was een der pioniers op het gebied van toepassing van instrumenten in de geneeskunde en een van de grondleggers van de biomedische industrie.

## Loopbaan
William P. Murphy jr. was de zoon van de Amerikaanse medicus William P. Murphy, winnaar van de Nobelprijs in 1934. Murphy jr. studeerde af in zowel geneeskunde als ook in architectuur aan de Harvard Universiteit. Hij haalde zijn doctoraal aan de Medische Universiteit van Illinois en studeerde voor Mechanisch Ontwerper aan het Institute of Technology in Massachusetts. Deze gecombineerde interesse voor mechanica en geneeskunde werd bepalend voor zijn latere carrière. Hij moet dan ook worden gezien als een der pioniers op het gebied van toepassing van instrumenten in de geneeskunde en een van de grondleggers van de biomedische industrie.
In 1957 begon hij een eigen bedrijf, de Medical Development Corporation, het latere Cordis Corporation, dat tegenwoordig onderdeel uitmaakt van Johnson & Johnson. In 2003 had hij 17 patenten op zijn naam staan. Hij ontwierp en construeerde de eerste dialyseapparaten, de zogenaamde kunstnier, hartkatheters en andere medische apparatuur. Tot zijn uitvindingen behoren verder een verbeterd ontwerp van de bloedzak, gebruikt voor bloedtransfusies, en een medische wegwerpkoffer met medische instrumenten en medicijnen. Beide uitvindingen werden met succes getest in de Koreaanse Oorlog. Zijn meest aansprekende uitvinding was de fysiologische hartpacemaker, die hij als eigenaar van zijn bedrijf Cordis Corporation ontwikkelde.
In 1989 richtte hij samen met Dean Kamen de Foundation for Inspiration and Recognition of Science and Technology (FIRST) op. Als eerbetoon voor zijn totale werk ontving hij in 1993 de American Institute of Medical and Biological Engineering Founding Fellow en in 2000 de FIRST Founder's Award. In 2008 werd hij opgenomen in de National Inventors Hall of Fame.
Murphy overleed in 2023, enkele weken na zijn honderdste verjaardag.